# Campionato britannico maschile di pallanuoto
Il campionato britannico maschile di pallanuoto (British Water Polo League, nota con l'acronimo BWPL) è l'insieme dei tornei pallanuotistici maschili nazionali per club della Gran Bretagna. I tornei sono organizzati dagli stessi club, associati nella BWPL, i quali operano secondo le regole della British Swimming, la federazione britannica che sovrintende agli sport acquatici.
Il primo campionato è stato disputato nel 1963 con il nome di Premier Invitation League, nel 1970 il nome è stato cambiato in National Water Polo League e dal 2010, dopo la fusione con la lega femminile, è in uso la denominazione di British Water Polo League. La squadra più titolata della storia è il London Polytechnic WPC, laureatosi campione nazionale per 18 volte.

## Struttura dei campionati
La BWPL è strutturata in 5 divisioni (Divisions), che possono essere formate da un massimo di 8 squadre ciascuna. Tutte le competizioni si svolgono annualmente tra il 1º settembre e il 31 gennaio. I campionati si svolgono in due fasi: nella fase di Division le squadre si affrontano le une contro le altre in gara unica, al termine le prime cinque classificate di ogni divisione (ad eccezione della Division 1) disputano con le ultime tre della divisione superiore la fase di Championship, in cui affrontano nuovamente un girone in gara unica. Le prime tre classificate della fase di Championship sono promosse nella divisione superiore.

### Division 1
La Division 1 è il massimo livello del campionato britannico. Vi prendono parte otto squadre che disputano un girone all'italiana con gare di sola andata disputate in concentramenti. Al termine della prima fase le prime cinque si qualificano per il cosiddetto Super 5, in cui si disputa un altro girone all'italiana per la conquista del titolo nazionale. Il trofeo in palio è denominato Dr John Howell Memorial Trophy.
Organico 2012-2013:
-  Bristol Central
-  Cheltenham
-  City of Manchester
-  Invicta

- Lancaster City
- London Polytechnic
- Portobello
- West London Penguin

### Divisions 2/5
Organici stagione 2012-2013:
- Division 2: Caledonia, City of Sheffield, Croydon Amphibians, Exeter City, Hucknall,  Rotherham Metro,  Sutton & Cheam, Welsh Wanderers.
- Division 3: Birmingham, Carlisle, City of Cambridge, City of Leeds, Manchester Hawks, South Derbyshire, Team Northumbria, Worthing.
- Division 4: Bedford, Bridgefield, Ealing, Grantham, Invicta Marlins, London Otter, University of Bristol, Watford.
- Division 5: Old Whitgiftian, 2nd City Birmingham, Sheffield Dolphins, Solihull.

## Albo d'oro
- 1963:  Cheltenham
- 1964:  London Polytechnic
- 1965:  Birkenhead
- 1966:  Birkenhead
- 1967:  Sutton & Cheam
- 1968:  Cheltenham
- 1969:  London Polytechnic
- 1970:  London Polytechnic
- 1971:  Cheltenham
- 1972:  London Polytechnic
- 1973:  London Polytechnic
- 1974:  London Polytechnic
- 1975:  London Polytechnic
- 1976:  London Polytechnic
- 1977:  London Polytechnic
- 1978:  Sutton & Cheam
- 1979:  London Polytechnic
- 1980:  Sutton & Cheam
- 1981:  Sutton & Cheam
- 1982:  Maindee Olympic
- 1983:  Maindee Olympic

- 1984:  Maindee Olympic
- 1985:  London Polytechnic
- 1986:  London Polytechnic
- 1987:  Hammersmith Penguin
- 1988:  London Polytechnic
- 1989:  Sutton & Cheam
- 1990:  Sutton & Cheam
- 1991:  London Polytechnic
- 1992:  London Polytechnic
- 1993:  London Polytechnic
- 1994:  London Polytechnic
- 1995:  Bristol Central
- 1996:  Lancaster City
- 1997:  Bristol Central
- 1998:  Lancaster City
- 1999:  Lancaster City
- 2000:  Lancaster City
- 2001:  Bristol Central
- 2002:  Lancaster City
- 2003-04:  Lancaster City
- 2004-05:  Lancaster City

- 2005-06:  Lancaster City
- 2006-07:  Lancaster City
- 2007-08:  Bristol Central
- 2008-09:  Lancaster City
- 2009-10:  Bristol Central
- 2010-11:  Lancaster City
- 2011-12:  Lancaster City
- 2012-13:  Cheltenham
- 2013-14:  City of Manchester
- 2014-15:  Cheltenham
- 2015-16:  Cheltenham
- 2016-17:  Cheltenham
- 2017-18:  Solihull
- 2018-19:  City of Manchester
- 2019-20:  City of Manchester
- 2020-21: non assegnato a causa della pandemia di COVID-19
- 2021-22:  City of Manchester
- 2022-23:  London Polytechnic
- 2023-24:  City of Manchester
- 2024-25:  City of Manchester

### Vittorie
| Pos. | Squadra             | Vittorie |
| ---- | ------------------- | -------- |
| 1    | London Polytechnic  | 18       |
| 2    | Lancaster City      | 12       |
| 3    | Cheltenham          | 7        |
| 4    | Sutton & Cheam      | 6        |
| 4    | City of Manchester  | 6        |
| 6    | Bristol Central     | 5        |
| 7    | Maindee Olympic     | 3        |
| 8    | Birkenhead          | 2        |
| 9    | Hammersmith Penguin | 1        |
| 9    | Solihull            | 1        |